# Mau Tempo, Marés e Mudança

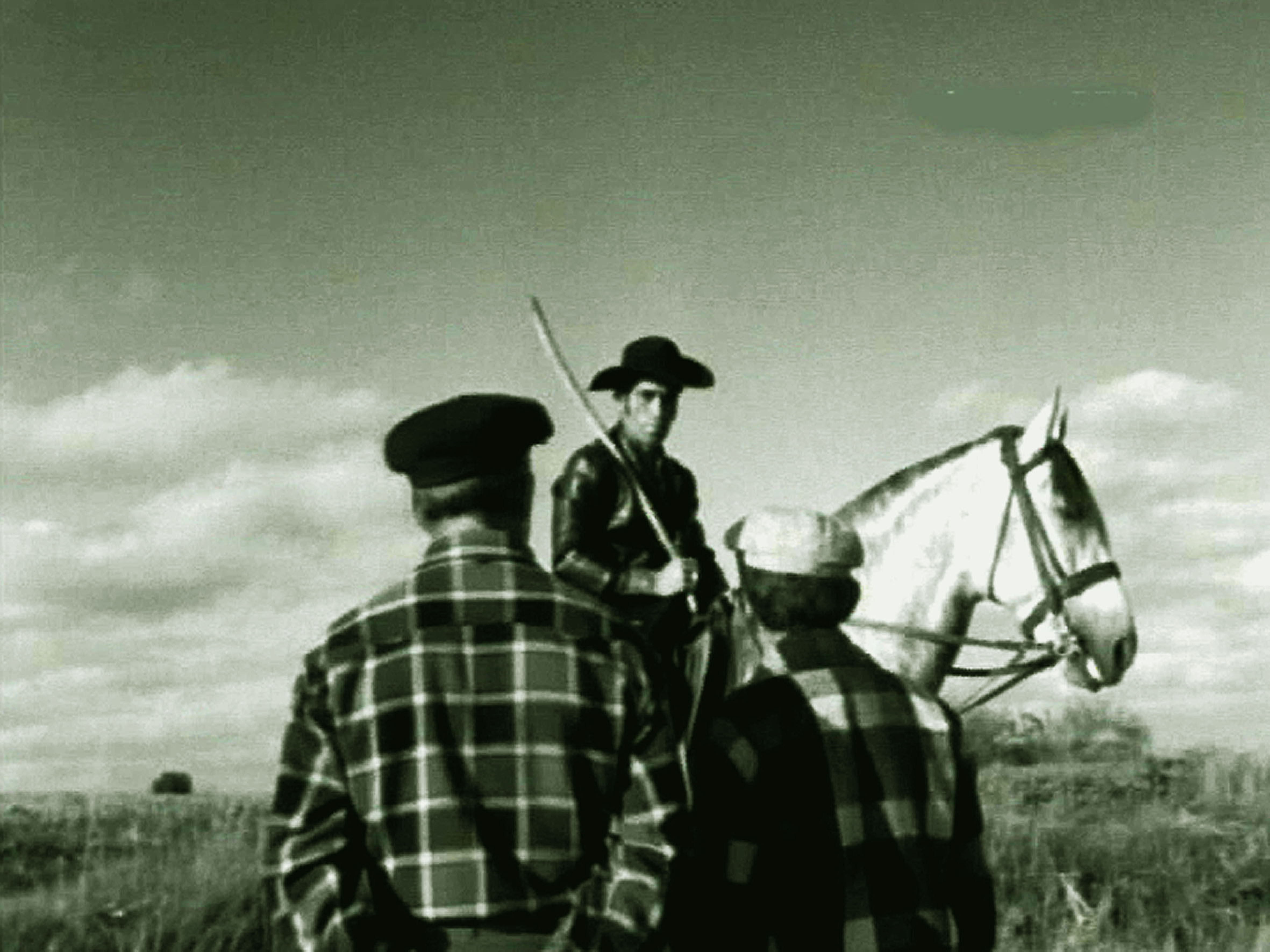
Manuel Pardal (direita) com um amigo fazendo frente ao capataz

Mau Tempo, Marés e Mudança é um documentário português de longa-metragem de Ricardo Costa, a sua primeira docuficção: uma etnoficção. A personagem central deste filme é o poeta Manuel de Brito Pardal, repentista: um dos representantes da tradição oral da literatura popular na poesia.  Foi publicado em 1977 um livro com poemas seus, intitulado Em Cima do Mar Salgado, edição do investigador José Ruivinho Brazão. 
O povoamento do território português foi desde sempre resultado de migrações humanas, que depois do século XVI se mantiveram com a colonização do Brasil, acarretando consigo hábitos não só sociais mas também culturais. A  poesia popular foi um deles, reproduzindo-se aí em larga escala.  
Na filmografia do realizador, Mau Tempo, Marés e Mudança é um filme sucedido por duas outras docuficções: O Pão e o Vinho e Brumas (o primeiro da trilogia LONGES).
Em formato televisivo, o filme divide-se em três partes: 1 – Mau Tempo, 2 – Marés, 3 – Mudança (versão TV). Estreou na RTP em 1977, integrado na série Mar Limiar, em três episódios separados.

## Sinopse
Manuel Pardal, pescador na vila algarvia da Quarteira, é um poeta analfabeto, como quase todos os improvisadores populares do Alentejo e do Algarve. Tal como o bem conhecido António Aleixo, é um repentista. É o único repentista pescador de que há memória na literatura popular em Portugal.
Manuel Pardal pesca na sua lancha a remos, à qual adaptou um motor fora de borda, tal como muitos outros nessa época fizeram. Permite-lhe o motor percorrer distâncias consideravelmente maiores ao longo da costa. Pesca à linha ou com rede de emalhar peixe graúdo e miúdo. Por experiência sabe para que lado deve ir, este ou oeste, mais ao abrigo ou mais ao largo. Ganha assim a vida.
É um filósofo. A solidão e os tempos de espera no silêncio do mar fazem-no pensar. E pensa muito, o que reforça o seu sentir e o seu saber: algo que não é privilégio dos letrados, tal como nos garante Manuel Viegas Guerreiro. E não falha na letra: nem na rima nem mesmo quando encena aquilo que quer dizer. Não tem papas na língua, nem quando recita ou canta o fado. Sempre que o desafiam entra no jogo. E aqui o vemos, desenvolto, contando velhas histórias que ilustram bem os novos tempos.

## Enquadramento histórico
Mau Tempo, Marés e Mudança, de Ricardo Costa, Gente da Praia da Vieira de António Campos e Trás-os-Montes (filme) de António Reis e Margarida Cordeiro são três docuficções portuguesas do mesmo ano. Os primeiros  filmes do género realizados antes destes em Portugal são Maria do Mar (1930) e Ala-Arriba! (filme) (1942) de Leitão de Barros e ainda Acto da Primavera (1962), de Manoel de Oliveira. 
O Acto da Primavera é uma encenação filmada de um Auto da Paixão,  representado por populares da Curalha, aldeia de Trás-os-Montes. Trás-os-Montes (filme) é um documentário criado a partir de uma ideia de ficção poética. Gente da Praia da Vieira e Mau Tempo, Marés e Mudança partem para o modo ficcional por outra via. Primeiro, pela escolha do tema: a vida dos pescadores da costa de Portugal. Segundo, pela abordagem desse tema a partir de uma ideia puramente documental, isto é, filmando na essência «a vida tal e qual ela é» e depois nela introduzindo situações ficcionais. O tema dos pescadores da praia da Viera de Leiria é também abordado, além de Campos, por Ricardo Costa na sua primeira longa-metragem: Avieiros. Qualquer um destes filmes explora as técnicas do cinema directo, que se desenvolveu a partir da década de sessenta, com notáveis representantes nos Estados Unidos, Canadá e França.

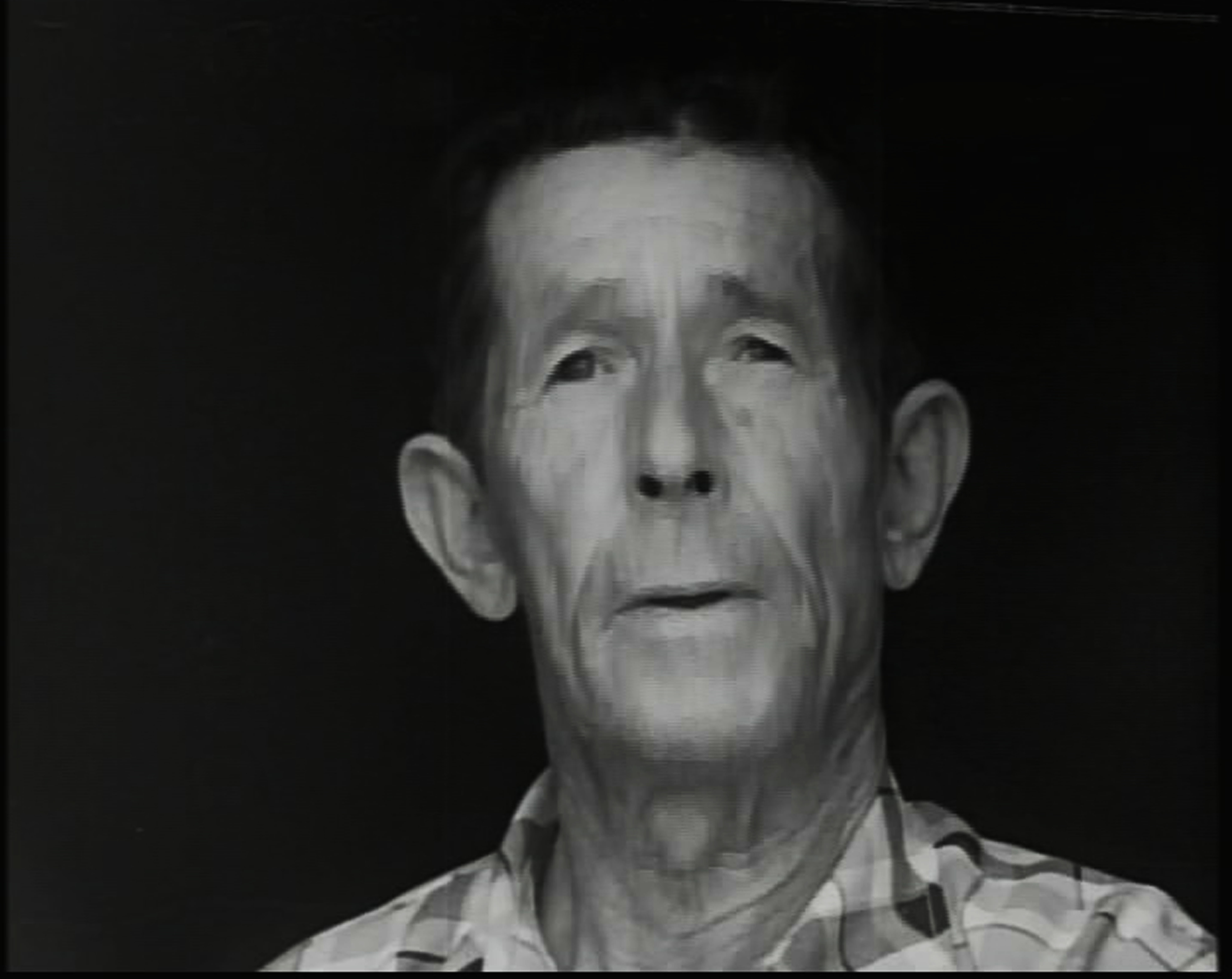
Manuel Pardal, olhos nos olhos

São estes filmes obras pioneiras no seu género, como docuficção. Curiosamente, a perspectiva temática comum a todos eles, de diferentes países, é a vida das gentes do mar:
- 1926 – Moana, de Robert Flaherty, EUA
- 1930 – Maria do Mar de José Leitão de Barros. Portugal
- 1932 – L'or des mers de Jean Epstein, França
- 1934 – Man of Aran], de Robert Flaherty, GB
- 1942 – Ala-Arriba! (filme), de Leitão de Barros, Portugal
- 1948 – La Terra Trema, de Luchino Visconti, Itália
- 1963 – Pour la suite du monde de  Pierre Perrault e Michel Brault, Canada
- 1976 – Gente da Praia da Vieira, de António Campos, Portugal
- 1976 / 77 – Mau Tempo, Marés e Mudança, de Ricardo Costa, Portugal

## Ficha técnica
- Argumento: Ricardo Costa
- Realizador: Ricardo Costa
- Produção: Ricardo Costa / RTP - 1976/77
- Intérpretes: Manuel Pardal, família, gentes da Quarteira
- Imagem: Ricardo Costa
- Som: Maurício Cunha e Jorge Melo Cardoso
- Sonoplastia: Jorge Melo Cardoso
- Montagem: Alice Cruz
- Laboratórios: RTP
- Formato: 16 mm p/b
- Género: documentário etnográfico (docuficção)

Manuel Pardal canta o fado na taverna

- Duração: 90’ aprox.
- Estreia: RTP, 1976/1977

## Festivais e projecções especiais
- Mostra de Cinema Documental - O Algarve Documentado (Quarteira, Praça do Mar, 12 de Agosto de 2010, 21h 30,) [5]